# EPIC Suisse
EPIC Suisse ist ein Schweizer Immobilienunternehmen.

## Geschichte
Das Unternehmen wurde 2004 gegründet. 2020 plante das Unternehmen einen Börsengang, sagte diesen aber wegen den Marktbedingungen ab. Im Mai 2022 wurde das Unternehmen im zweiten Anlauf an der SIX Swiss Exchange kotiert.

## Unternehmen
Das Unternehmen investiert langfristig in Büro-, Logistik und Verkaufsimmobilien wie Einkaufszentren. Das Unternehmen ist vor allem in der Genferseeregion und dem Raum Zürich tätig. Zum Jahresende 2023 waren es 23 Objekte. Gemäss Finanzbericht besitzt das Unternehmen keine eigenen Angestellten.
Die drei wichtigsten Aktionäre (Stand: Jahresende 2023) sind die israelische Immobilienfirma Alrov (56,5 %), EPIC Luxembourg (16,1 %) und die Fondsgesellschaft der UBS (5,0 %).